# Lisa Lichtfus
Lisa Lichtfus, född den 28 december 1999 i Aye, är en belgisk fotbollsspelare.

## Karriär
Lisa Lichtfus inledde sin seniorkarriär i Standard Liège år 2016. Hon värvades av Dijon FCO år 2021. 2024 kontrakterades hon av Le Havre AC. Hon har även representerat det belgiska damlandslaget där hon debuterade år 2023.